# Musztafa oszmán herceg
Musztafa oszmán herceg (Manisa, 1515 – Konya, 1553. október 6.) I. Szulejmán oszmán szultán  és Mahidevran hatun fia. Szulejmán gyermekei közül a legidősebb, aki megérte a felnőttkort. 1533–1541 között Manisa sajk, később Amasya és Konya kormányzója. Az oszmán trón törvényes várományosa volt 1553-ig, mikor árulás vádjával kivégezték. Az, hogy áruló volt-e vagy sem, még a mai napig is vitatott.

## Élete
1515-ben született Manisában, ahol apja, Szulejmán herceg volt a kormányzó. Manisa hagyományosan az a tartomány volt, amelyet a mindenkori trónörökös kormányzott. 1520-ban, I. Szelim szultán halálakor Musztafa apja, I. Szulejmán lett az uralkodó, és családjával Konstantinápolyba (ma már Isztambul) költözött. Musztafa a Topkapı palotában töltötte gyermekkorának nagy részét, és ott is tanult. Apjával való kapcsolatában már korán jelentkeztek problémák; bár Musztafa volt a legidősebb fiú, aki megérte a felnőttkort, egyes történészek szerint Szulejmán jobban kedvelte a Hürrem szultánától született első fiát, Mehmed herceget. Ez azonban nem vert éket Musztafa és testvérei közé; különösen a korban hozzá legközelebb álló Mehmettel volt jó kapcsolata, de a többi testvére is közel állt hozzá. 1533-ban Musztafa lett Manisa tartomány kormányzója – ezt a pozíciót hagyományosan a trónörökös töltötte be, mivel ez a tartomány volt a legközelebb a fővároshoz, és a trón esetleges megüresedése során innen lehetett a legkönnyebben elfoglalni azt. 1541-ben azonban Szulejmán az időközben felnőtt Mehmedet nevezte ki Manisa kormányzójává, Musztafát pedig a kevésbé jelentős Amasya tartományba küldte. A szultán ezt azzal magyarázta, hogy szeretné, ha Musztafa a birodalom keleti partvidékét védelmezné, és így megtanulná egy ilyen hatalmas birodalom irányítását; kijelentette azt is, hogy még mindig Musztafát tartja örökösének. Ez megnyugtatta a hadsereget és a népet is, akik körében Musztafa igen népszerű volt.
Musztafa Amasyában értesült öccse, Mehmed haláláról 1543-ban. Mehmed helyére 1544-ben Hürrem második fia, Szelim került kormányzóként. Musztafa 1549-ben Konya tartomány kormányzója lett – korábban ezt a pozíciót Hürrem harmadik fia, Bajazid herceg töltötte be.

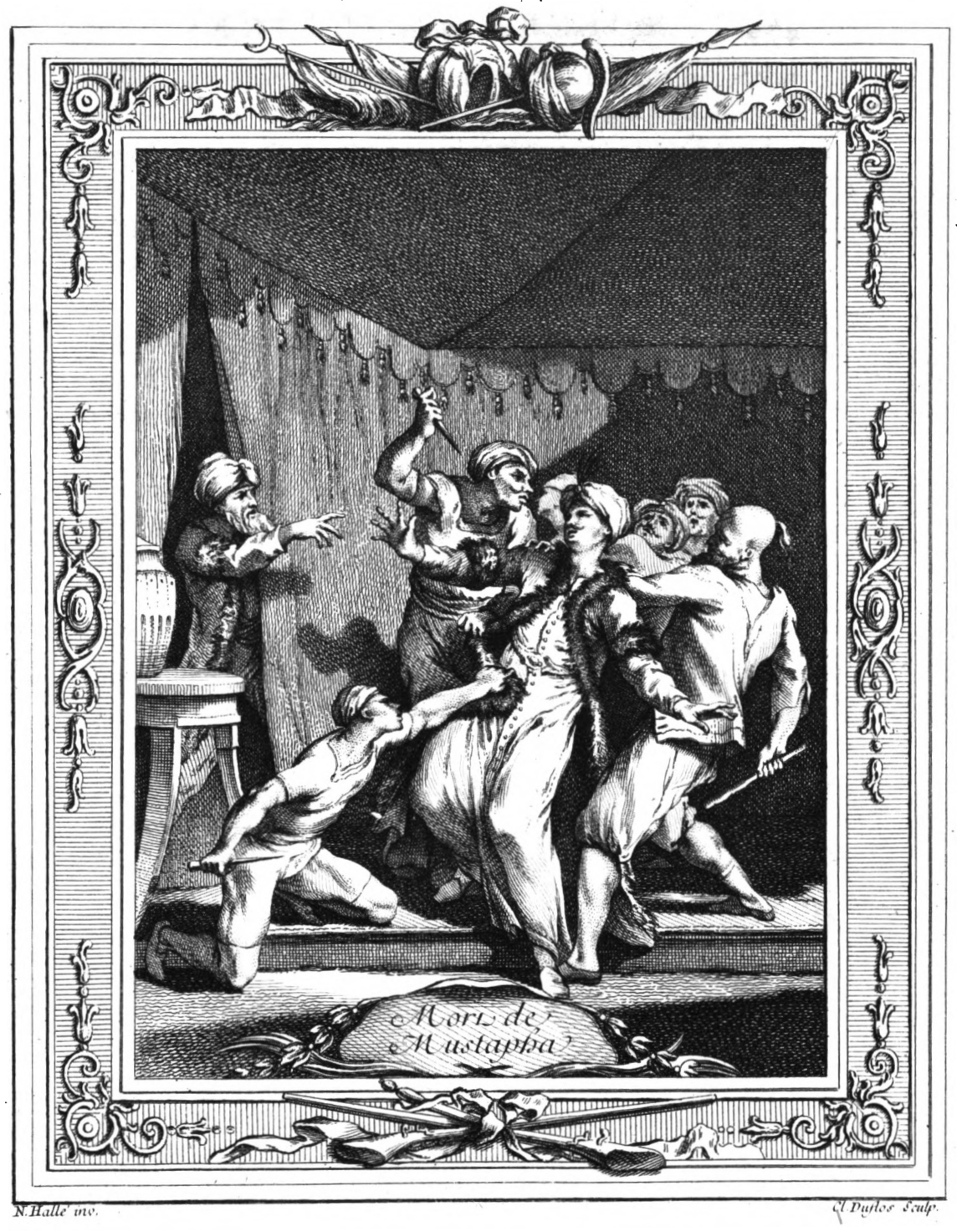
Cl. Duflos (1700-1786): Musztafa herceg kivégzése; metszet

Szulejmán hosszú uralkodásának végéhez közeledve nagy rivalizálás tört ki közötte és féltestvérei között a trónért. Hürrem szultána, hogy fiát, Szelimet támogassa, szövetkezett a nagyvezírrel, Rüsztem pasával, aki lánya, Mihrimah szultána férje volt. Szulejmán perzsiai hadjárata alatt a sereg egy időre letáborozott a Konya tartománybeli Ereğli környékén. Rüsztem pasa felajánlotta Musztafának, hogy csatlakozzon apja seregéhez, ugyanekkor azonban Szulejmánnal elhitette, hogy fia azért jön, hogy megölje és átvegye a hatalmat. Musztafa hatalmas népszerűsége a janicsárok körében hihetővé tette ezt a vádat. A trónörökös elfogadta a pasa ajánlatát, és sereget gyűjtött, hogy csatlakozzon apjához, Szulejmán pedig ezt fenyegetésnek vette és elrendelte fia kivégzését. Mikor a herceg belépett apja sátrába, Szulejmán őrei rátámadtak és hosszú küzdelem után egy íjhúrral megfojtották.
Szulejmán parancsára Musztafa rangjához méltó temetést kapott: egy hétig állt teste felravatalozva a Hagia Szophiában, majd egy bursai mauzóleumban helyezték örök nyugalomra. Legfiatalabb öccsét, a törékeny egészségű Dzsahángír herceget a feljegyzések szerint a Musztafa halála felett érzett bánat ölte meg fiatalon. Anatólia népét, főleg Manisa, Amasya és Konya lakosságát nagyon megrázta a herceg kivégzése, mert tisztelték és a következő szultánt látták benne; az itt élők Musztafa szultánként emlékeztek rá, mintha trónra lépett volna. A kivégzést az egész oszmán társadalom igazságtalannak tartotta, Hürrem szultána és Rüsztem pasa politikai manőverének tudták be; a janicsárok és az anatóliai katonák fel is lázadtak, emiatt Szulejmán egy időre leváltotta Rüsztemet a nagyvezíri pozícióból, helyére Kara Ahmed pasa került.
Taşlıcalı Yahya költő elégiában emlékezett meg a halott hercegről, II. Szelim szultán pedig a Musztafa iránti kegyeletből életjáradékot utalt ki Mahidevrannak a szultána életének utolsó éveiben.

## Családja
Musztafa Szulejmán szultán és Mahidevran Gülbahar egyetlen gyermeke volt. Számos féltestvére született. 
Ágyasai
- Ayşe szultána  – cserkesz származású; Nergisşah szultána anyja.
- 3 ismeretlen ágyas

Fiai
- Mehmed herceg (Amasya, 1547 – 1553. december 10.)
- Ahmed herceg (Konya, 1552)

Lányai
- Nergisşah szultána (Manisa, 1536 – 1592), Cenabi Ahmed pasa felesége
- Şah szultána (Amasya, 1545 – 1577), Abdülkerim aga felesége

## Emlékezete

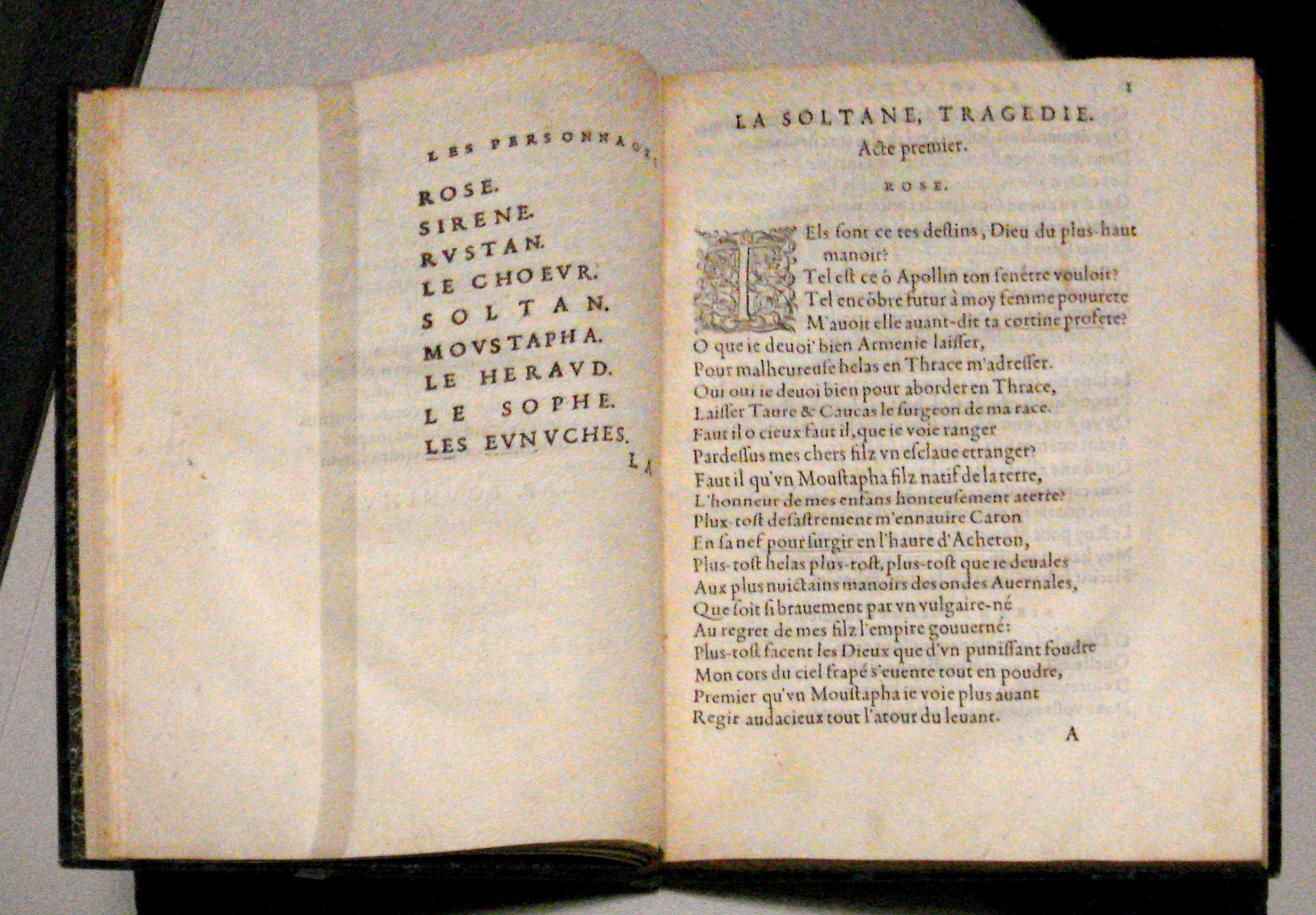
Gabriel Bounin: A szultán című tragédia kezdőlapja

Gabriel Bounin francia drámaíró La Soltane című, 1561-ben írt tragédiája Musztafa herceg halálának körülményeit és Hürrem ebben játszott szerepét dolgozza fel. Ez az első darab Franciaországban, melyben oszmánok szerepelnek.
Musztafa megöletését említi a Szigeti veszedelem (2. ének 47.)
A Szulejmán című török televíziós sorozatban (2011–2014) a felnőtt Musztafa szerepét Mehmet Günsür alakítja.